# Казармы Коллинза
Казармы Коллинза (ирл. Dún Uí Choileáin) — это бывшая военная казарма в районе Арбор Хилл в Дублине, Ирландия. С 1997 года в казармах находятся коллекции Национального музея Ирландии.
На протяжении трех столетий здесь размещались Британские вооруженные силы, а затем гарнизон Ирландской армии. Эти казармы стали самым старым непрерывно действующим военным объектом в мире. Основные здания комплекса были построены в 1702 году. В конце XVIII и XIX веков они были расширены в стиле неоклассической архитектуры.
Первоначально комплекс носил название «Казармы», затем «Королевские казармы». Однако в 1922 году Ирландское Свободное государство изменило название на «Казармы Коллинза» в честь Майкла Коллинза, который был убит в том же году.

## С XVIII века по 1920-е годы — британский гарнизон
За исключением Королевского госпиталя Килмэйнхэм, казармы являются самым ранним общественным зданием в Дублине. Они были построены в 1702 году по приказу Томаса Бурге, который в то время занимал должность Генерального инспектора Ирландии при королеве Анны. (Бург также был архитектором здания библиотеки в Тринити - колледже в Дублине.).
Комплекс зданий, построенный на месте, которое изначально было предназначено для особняка Джеймса Батлера, второго герцога Ормондского, включает несколько просторных площадей, каждая из которых открыта с южной стороны.
Самая большая площадь, известная как «Площадь Кларка», украшена аркадными колоннадами с восточной и западной сторон. Основные здания комплекса облицованы гранитом, что придаёт им особую изысканность.
Это старейшие казармы в Европе, которые изначально назывались просто «Казармы», а позже — «Королевские казармы».
В 1798 году в этих стенах Вулф Тоун, один из главных руководителей восстания, был схвачен, предан военному трибуналу и осуждён за государственную измену.
На протяжении XIX века в казармах размещалось до 1500 военнослужащих различных пехотных полков, а также до двух конных полков. Однако к 1880-м годам условия проживания стали настолько опасными, что это было признано после расследования, проведённого комиссарами Военного министерства Великобритании.
Во время Пасхального восстания 1916 года 10-й батальон Королевских дублинских фузилёров и другие подразделения были размещены в Королевских казармах. Они участвовали в боях с повстанцами вместе с Ирландской армией и добровольцами, которые заняли оборону на острове Ашера под командованием Шона Хьюстона.

### 1920-1990-е годы - ирландский гарнизон

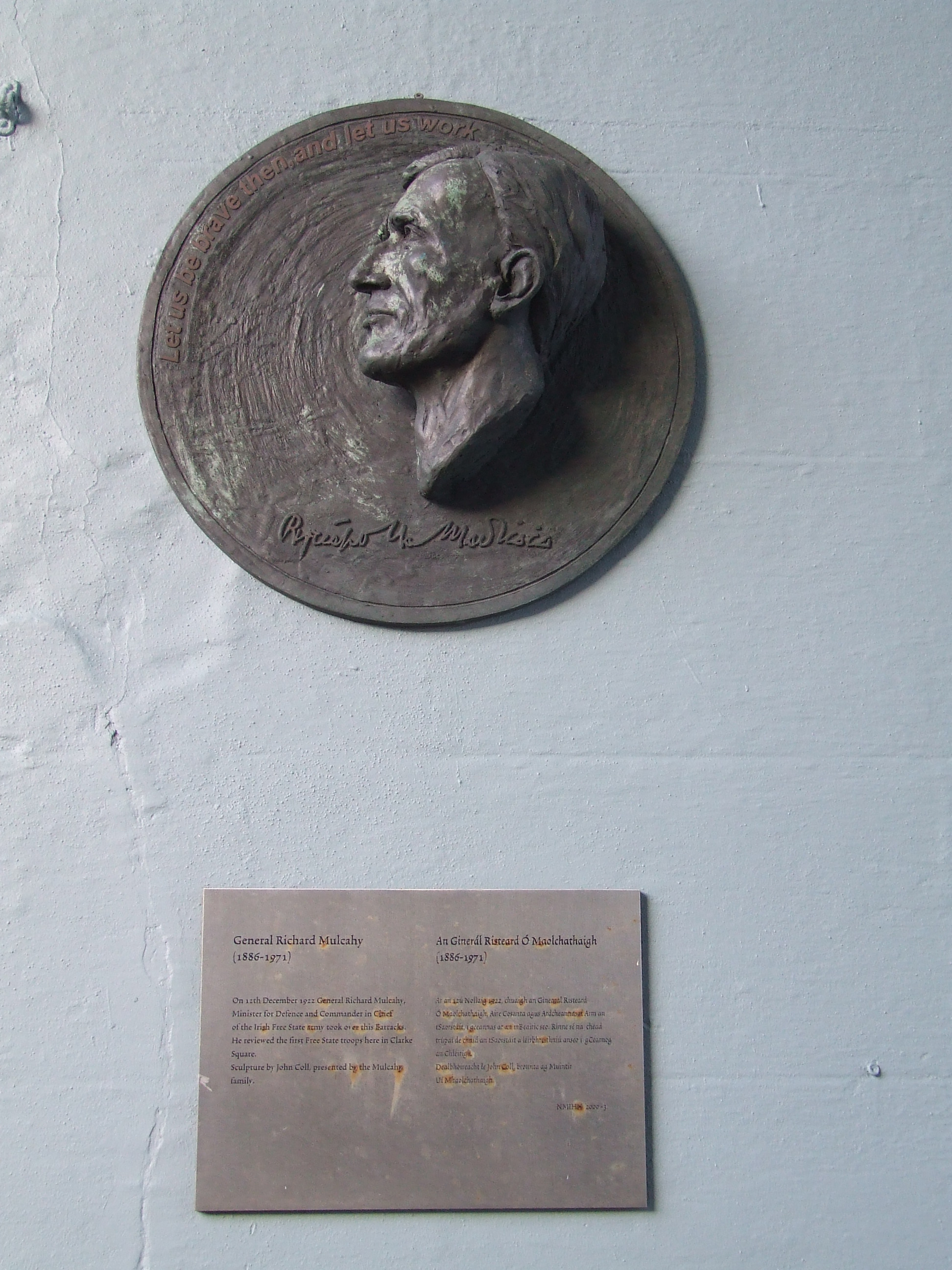
Бронзовый рельеф и мемориальная доска в память о генерале Ричарде Малкахи в казармах Коллинз.

После подписания Англо-ирландского договора в декабре 1922 года комплекс был передан войскам Ирландского свободного государства, что ознаменовало завершение Ирландской войны за независимость. Почти сразу же его стали называть казармами Коллинза в честь Майкла Коллинза, первого главнокомандующего Свободного государства, который погиб в том же 1922 году.
На протяжении всей Ирландской гражданской войны в казармах размещались войска Армии Свободного государства. А в течение 70 лет здесь находились подразделения Восточного командования Ирландских сил обороны. Последний раз 5-й пехотный батальон покинул казармы в 1997 году.

### 1997 по настоящее время - Национальный музей Ирландии

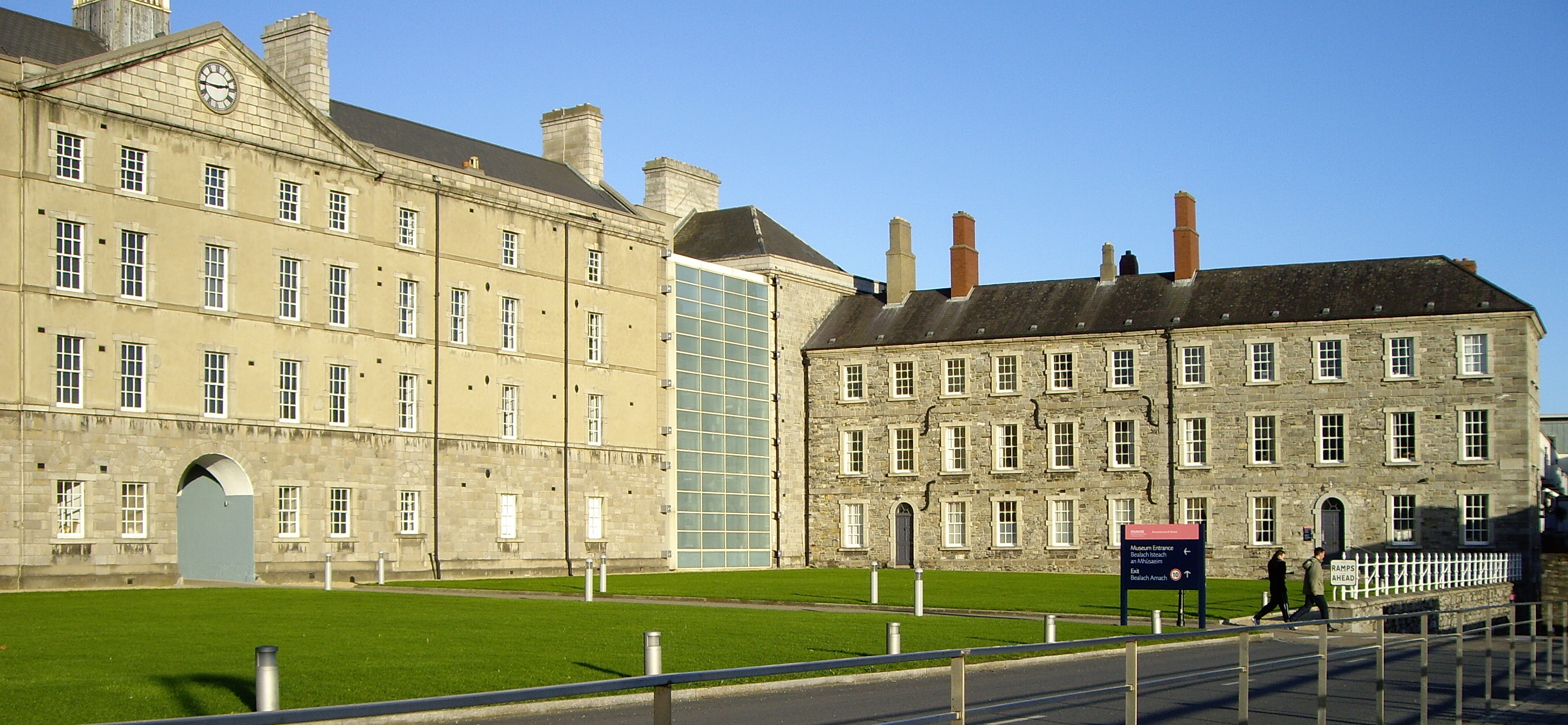
Вход в музей Ирландии

В рамках демилитаризации казармы претерпели значительные изменения, включая реконструкцию и соединение двух сторон площади Кларка с помощью стеклянных конструкций. Эта работа была отмечена главной наградой страны за сохранение архитектуры — Серебряной медалью за сохранение, присуждаемой Королевским институтом архитекторов Ирландии (RIAI)..
В музее представлены коллекции отдела декоративного искусства и истории Национального музея, а также галереи, посвященные военной истории. Однако основное внимание в галереях уделяется искусству, ремеслам и изделиям. Здесь можно увидеть экспонаты, посвященные ирландским монетам и валютам, изделиям из серебра, мебели, фольклору и костюмам, керамике и изделиям из стекла и многое другое..

## В медиа культуре
Казармы фигурировали в ряде кино и телефильмах, в частности, в фильме Майкл Коллинз. Задняя часть казарм использовалась в качестве уличных декораций для сериалов Улица потрошителя, Страшные сказки и мини сериала канала RTÉ Пасхальное восстание.